# Ingombro sterico

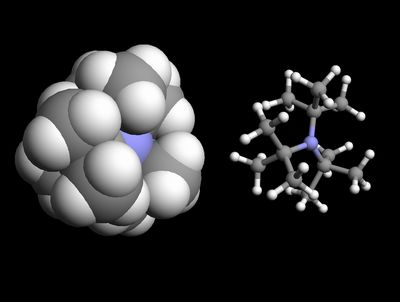
Modello molecolare della tri-t-butilammina, una molecola ad alto ingombro sterico nella quale l'atomo di azoto non riesce a mostrare la sua tipica reattività

L'ingombro sterico, in chimica, è il fenomeno prodotto dalla repulsione elettrostatica reciproca tra le nubi elettroniche degli atomi e dei legami che formano una molecola, repulsione dovuta alla loro sovrapposizione o eccessivo avvicinamento. Tale fenomeno fu scoperto da Viktor Meyer (che lo evidenziò in composto orto-sostituito dell'acido benzoico).
L'ingombro sterico fa in modo che i sostituenti di una molecola tendano ad assumere conformazioni spaziali in cui la distanza tra queste nubi elettroniche sia la massima possibile, al fine di abbassarne la "tensione" (strain), quindi l'energia interna della molecola, per renderla più stabile.
È anche una possibile causa di variazione di velocità nelle reazioni, l'ingombro può intralciare l'avvicinamento di una molecola a un'altra oppure l'eliminazione di un gruppo ingombrante può essere velocizzata dalla diminuzione dello strain della molecola. In altri casi può succedere che una reazione che potrebbe avvenire su due gruppi funzionali avviene preferenzialmente su quello che si trova in una zona meno stericamente ingombrata.
L'ingombro sterico può essere anche causa della preferenza di un certo tipo di attacco da parte di nucleofili, che si avvicinano al substrato tramite la traiettoria più libera.